# Wydział Mechaniczny Politechniki Łódzkiej
Wydział Mechaniczny Politechniki Łódzkiej – jeden z pierwszych wydziałów Politechniki Łódzkiej, prowadzący działalność naukowo-badawczą oraz dydaktyczną. Powołany został 24 maja 1945 roku. W tym samym okresie został również podpisany dekret powołujący Politechnikę Łódzką. Wydział prowadzi studia stacjonarne, niestacjonarne, doktoranckie oraz podyplomowe. Kształci studentów na siedmiu podstawowych kierunkach zaliczanych do nauk technicznych, na studiach stacjonarnych oraz niestacjonarnych
Wydział Mechaniczny współpracuje również z Centrum Kształcenia Międzynarodowego Politechniki Łódzkiej (IFE), w którym prowadzone są zajęcia w języku angielskim dla kierunku „Mechanika i Budowa Maszyn”.

## Historia
Na mocy Dekretu Rady Ministrów z dnia 24 maja 1945 r. Wydział Mechaniczny (wraz z przyporządkowanym mu Oddziałem Włókienniczym) został utworzony jednocześnie z powołaniem do życia Politechniki Łódzkiej. Wydział Mechaniczny od początku swego istnienia był jednostką silną naukową dzięki zebraniu kadru profesorskiej o dużym doświadczeniu naukowym, dydaktycznym i organizacyjnym, rekrutującej się głównie z profesorów Politechniki Warszawskiej. W skład wchodziło 16 samodzielnych pracowników naukowych. Pierwsze posiedzenie Rady Wydziału miało miejsce 26 czerwca 1945, na którym to został powołany pierwszy dziekan Wydziału prof. Bolesław Tołłoczko oraz podjęto szereg uchwał mających szczególne znaczenie dla działalności Wydziału Mechanicznego. Postanowiono mianowicie uruchomić zajęcia dydaktyczne wraz z nowym rokiem akademickim od razu na wszystkich czterech latach studiów – na pięciu specjalistycznych oddziałach: energetyczno-konstrukcyjnym, kolejowo-komunikacyjnym, samochodowym, technologicznym i włókienniczym. Powyższe postanowienie uwzględniało z jednej strony różny poziom zaawansowania w studiach zgłaszających się byłych studentów, z drugiej zaś strony wychodziło naprzeciw aktualnym potrzebom. Realizacja tych zadań wymagała niezwykłego wysiłku, zaangażowania i poświęcenia całego personelu Wydziału, aby w tak krótkim czasie możliwe było podjęcie statutowych działań Wydziału. Ogromny i wyjątkowy był przy tym wkład prof. dra Bohdana Stefanowskiego pierwszego rektora Politechniki Łódzkiej i jednocześnie członka Rady Wydziału Mechanicznego. Dzięki temu, w ciągu niespełna pięciu miesięcy od powołania do życia Wydziału, możliwe było rozpoczęcie w październiku 1945 r. planowanych zajęć dydaktycznych w pierwszym roku akademickim Politechniki Łódzkiej. W pierwszym roku istnienia wydziału rozpoczęło naukę 523 studentów, w tym 259 na pierwszym roku studiów, a już w latach 1946/47 studia ukończyło 46 osób z tytułem magistra inżyniera.
W pierwszym roku działalności, na Wydziale Mechanicznym Politechniki Łódzkiej powstało 15 katedr oraz 15 zakładów. Były to:
- Katedra i Zakład Matematyki
- Katedra Mechaniki
- Katedra Części Maszyn
- Katedra i Zakład Metalurgii
- Katedra Obróbki Metali I
- Katedra Obróbki Metali II
- Katedra i Zakład Dźwignic
- Katedra i Zakład Techniki Cieplnej
- Katedra i Zakład Kotłów Parowych
- Katedra Turbin Parowych i Maszynoznawstwa z Zakładem Turbin Parowych
- Katedra Silników Spalinowych Stałych z Zakładem Silników Spalinowych
- Katedra i Zakład Silników Samochodowych i Lotniczych
- Katedra i Zakład Silników Wodnych i Pomp
- Katedra i Zakład Włókienniczy
- Katedra i Zakład Parowozów

W 1970 nastąpiła zasadnicza zmiana wewnętrznej struktury organizacyjnej Wydziału Mechanicznego, kiedy to na mocy Zarządzenia Ministerstwa Oświaty i szkolnictwa Wyższego z dnia 20 kwietnia 1970 r. w miejsca katedr i zakładów zostały utworzone instytuty jako podstawowe jednostki organizacyjne Wydziałów. Na podstawie wspomnianego zarządzenia, na Wydziale Mechanicznym zostało utworzonych 7 następujących instytutów:
- Instytut Mechaniki Stosowanej
- Instytut Konstrukcji Maszyn
- Instytut Materiałoznawstwa i Technologii Metali
- Instytut Obrabiarek i Technologii Budowy Maszyn
- Instytut Techniki Cieplnej i Chłodnictwa
- Instytut Maszyn Przepływowych
- Instytut Pojazdów

Na podkreślenie zasługują działania Wydziału Mechanicznego związane z tworzeniem nowych placówek dydaktycznych poza jednostką macierzystą, poza Łodzią. Wydział był współorganizatorem stacjonarnego kursu studiów zawodowych w punkcie konsultacyjnym w Płocku, organizowanego przez Politechnikę łódzką w roku akademickim 1963/64. Wydział przez kilka kolejnych lat prowadził w niej większość zajęć dydaktycznych aż do chwili, gdy punkt ten został przejęty przez Politechnikę Warszawską. Z kolei w 1968 Wydział Mechaniczny zorganizował punkt konsultacyjny zawodowych studiów stacjonarno-zaocznych w Piotrkowie Trybunalskim. Punkt ten istniał do 1979, a zakończył swą działalność w wyniku wejścia w życie nowej ustawy o szkolnictwie wyższym. Największym natomiast osiągnięciem Wydziału w zakresie tworzenia nowych poza macierzystych jednostek dydaktycznych było zorganizowanie Oddziału Mechanicznego w Filii Politechniki Łódzkiej w Bielsku-Białej, który w 1981 przekształcił się w samodzielny Wydział Budowy Maszyn w Filii Politechniki Łódzkiej w Bielsku-Białej.

## Jednostki organizacyjne Wydziału Mechanicznego
Obecnie w skład Wydziału Mechanicznego wchodzą 3 instytuty i 6 katedr:
- Instytut Inżynierii Materiałowej
  - Zakład Inżynierii Powierzchni i Obróbki Cieplnej
  - Zakład Inżynierii Biomedycznej i Materiałów Funkcjonalnych
  - Zakład Tworzyw Metalowych Kompozytów i Ceramiki
  - Zakład Metod Numerycznych w Nauce o Materiałach
  - Zakład Biofizyki
  - Zakład Inżynierii Powłok i Materiałów Niemetalowych
- Instytut Obrabiarek i Technologii Budowy Maszyn
  - Zakład Obróbki Skrawaniem i Narzędzi
  - Zakład Obrabiarek
  - Zakład Robotyki i Automatyzacji
  - Zakład Zarządzania, Nauk Ekonomicznych i Prawnych
- Instytut Maszyn Przepływowych
  - Zakład Maszyn Wodnych i Mechaniki Płynów
  - Zakład Turbin i Sprężarek
  - Zakład Aparatury Medycznej
  - Zakład Diagnostyki i Automatyki Urządzeń Przepływowych
  - Zakład Metrologii Przepływów
  - Zakład Techniki Cieplnej i Chłodnictwa
- Katedra Pojazdów i Podstaw Budowy Maszyn
  - Zakład Pojazdów
  - Zakład Podstaw Budowy Maszyn
  - Zakład Maszyn Roboczych, Napędów i Sterowania
- Katedra Wytrzymałości Materiałów i Konstrukcji
- Katedra Dynamiki Maszyn
- Katedra Automatyki, Biomechaniki i Mechatroniki
- Katedra Technologii Materiałowych i Systemów Produkcji

## Władze Wydziału Mechanicznego
- Dziekan Wydziału: prof. dr hab. inż. Tomasz Kubiak
- Prodziekan ds. Rozwoju: prof. dr hab. inż. Łukasz Kaczmarek
- Prodziekan ds. Kształcenia: dr inż. Małgorzata Sikora, prof. uczelni
- Prodziekan ds. Studenckich: dr Bartłomiej Zagrodny

## Poczet dziekanów
- prof. zwycz. inż. Bolesław Tołłoczko (1945–1946)
- prof. nadzw. inż. Kazimierz Zembrzuski (1946–1948)
- prof. zwycz. inż. Aleksander Uklański (1948–1952)
- prof. zwycz. mg. inż. Jan Werner (1952–1954)
- prof. zwycz. mgr. inż. Jerzy Werner (1954–1955, 1960–1962)
- prof. zwycz. inż. Michał Skarbiński (1955–1956)
- prof. zwycz. dr inż. Aleksy Piątkiewicz (1956–1958)
- prof. zwycz. dr inż. Jerzy Leyko (1958–1960)
- prof. zwycz. dr inż. Janusz Szreniawski (1962–1964)
- prof. nadzw. dr inż. Włodzimierz Merc (1964–1968)
- prof. zwycz. dr inż. Zdzisław Parszewski (1968–1969)
- prof. zwycz. dr inż. Władysław Gundlach (1969–1971)
- prof. zwycz. dr hab. inż. Jerzy Lanzendoerfer (1971–1975)
- doc. dr inż. Ryszard Przybylski (1975–1977)
- doc. dr inż. Mirosław Banasiak (1977–1981)
- prof. nadzw. dr hab inż. Zbyszko Kazimierski (1981–1987)
- prof. nadzw. dr inż. Jan Krysiński (1987–1990)
- prof. dr Eur–Ing. Andrzej Koziarski (1990–1996)
- prof. dr hab. inż. Marian Królak (1996–2002)
- prof. dr hab. inż. Piotr Kula (2002–2008)
- prof. dr hab. inż. Bogdan Kruszyński (2008–2016)
- prof. dr hab. inż. Tomasz Kubiak (2016- )

## Kierunki Kształcenia
Wydział Mechaniczny prowadzi studia stacjonarne i niestacjonarne I i II stopnia w siedmiu kierunkach kształcenia:
- Automatyka i Robotyka
- Energetyka
- Mechanika i Budowa Maszyn
- Mechatronika
- Inżynieria Materiałowa
- Inżynieria Produkcji
- Transport
- Inżynieria Kosmiczna

Ponadto prowadzone są też studia trzeciego stopnia na trzech kierunkach:
- Budowa i Eksploatacja Maszyn
- Mechanika
- Inżynieria Materiałowa

Oprócz studiów I, II i III stopnia wydział Mechaniczny oferuje następujące studia podyplomowe :
- Bezpieczeństwo i higiena pracy
- Dynamika i Diagnostyka Techniczna Systemów Wirujących Maszyn Przepływowych
- Metrologia wielkości nieelektrycznych
- Pompy Przepływowe
- Eksploatacja rurociągów wysokoprężnych
- Sprężarki i Wentylatory